# Евлия
Евлия, в българския език от турската дума evliya (произнасяно: евлия), е светец, свят мъж в исляма и особено в някои ислямски деноминации и секти, като алевии (къзълбаши, алиани, бекташи) и др.